# Роман Гостський
Рома́н Гаври́лович Го́стський (бл. 1585 — 1635) — урядник Речі Посполитої, представник Гостських — українського шляхетського роду гербу Кирдій.

## Біографія
Батько — київський каштелян Гаврило Романович Гостський.
Здобував освіту в університетах міст Альтдорф та Базель (1604—1605).
Кар'єра: володимирський підкоморій, володимирський староста, київський каштелян, сенатор Речі Посполитої (1635). Брав участь у виборах короля.
У 1617 році перейшов до социніанства (аріанства).
Дружина — Олександра Андріївна Немирич.
Брат — Прокіп Гаврилович Гостський.
Сестра — Раїна княгиня Соломерецька. Засновниця жіночого монастиря Архистратига Михаїла та школи при ньому.
Брав участь у військових кампаніях коронного війська, зокрема, під Смоленськом 1611 року.
Родове гніздо — містечко Гоща. Володів великою кількістю сіл у Луцькому повіті Волинського воєводства.
Після смерті більша частина володінь перейшла рідній сестрі Раїні Соломерецькій.